# Это мама
«Это мама» — седьмой студийный альбом российской группы «АукцЫон». Альбом был записан «вживую» (с первого дубля) в феврале 2002 года на студии санкт-петербургского Дома Радио. Помимо песен группы в альбом вошли песни с сольных пластинок Леонида Фёдорова, которые до этого не записывались группой: «Якоря», «Зимы не будет», «Заведующий (Копорье)», «Стало», «Голова-нога».

## История создания
Нет. Дело в том, что у «Аукцыона» никогда не бывает концертных программ. Просто песни, которые пишутся, включаются в концерт или не включаются вообще. Но к «Маме», это, может быть, и не относится, потому что в «Маме» записаны концертные версии старых песен, которые со временем приобрели новое звучание.
По словам Олега Гаркуши альбом был записан совершенно случайно, когда у группы появилась возможность записи материала: «Нашёлся некий товарищ, который захотел записать песню „Фа-фа“, с нашим, разумеется, участием, но чтобы она длилась минут 30. Ну нравится она ему очень! Денег дал». Запись проходила в студии Дома Радио, всего около четырёх-пяти дней. Интересно, что «АукцЫон» стала последней группой записавшейся в той студии. Первой композицией записанной в студии стала расширенная версия песни «Фа-Фа», однако получившийся результат по качеству не устроил группу, и запись заглавной песни решили отложить. После записи нескольких композиций участники решили оставить материал, с живым звуком и без накладок, хотя ранее Федоров не задумывался об этом. Во время сессий было записано около двадцати «удачных» песен. По словам Озерского данная «живая» запись проходила без зрителей и альбом записывался исключительно членами группы. По его словам: «Реальный концерт, кстати, у нас никогда не получалось нормально записать. Если пытаемся, то получается очень плохо. А здесь была возможность сделать живую запись». Запись включала в себя песни группы разных временных периодов, новый материал и песни с сольных альбомов Леонида Федорова. Сами песни записывались в удлиненном варианте, в каком группа играла их на концертах, Гаркуша прокомментировал запись: «Да нет, просто дело в том, что у нас есть песня. Мы её играем… как сказать? По-разному каждый концерт. И мы специально ничего не переделываем, просто это все зависит от настроения, от зала, да неважно… она может играться 4 минуты, а может играться 14 минут. Это все зависит от тех музыкантов, которые при этом присутствуют». Интересно, также, что Гаркушу попросили носить на записи свой концертный костюм, поскольку запись должна была проходить «живьем». В конечном итоге финальная версия композиции «Фа-Фа (Это Мама)» была записана одной из последних на альбоме. Сами музыканты в процессе записи были плохо посвящены в концепцию и итоговый результат записи. Единственным, кто был посвящён в процесс сведения, был лидер группы, Леонид Федоров:

Как ни странно, я про наши альбомы знаю не так много, как думают. Да практически ничего не знаю! Кроме названия и того, что на обложке должен быть я. Я, естественно, принимал участие в записи, приходил на студию, но не вдавался в подробности процесса. Более того, я даже не знаю, что там за песни.
— Олег Гаркуша
В 2018 году лейбл Геометрия выпустил новое издание альбома, в которое вошли треки, записанные в ходе той же сессии, но не включённые в диск 2002 года, и видео с процессом записи альбома.

## Список композиций
| №                   | Название               | Длительность |
| ------------------- | ---------------------- | ------------ |
| 1.                  | «Якоря»                | 7:43         |
| 2.                  | «Зима»                 | 5:42         |
| 3.                  | «Заведующий (Копорье)» | 6:06         |
| 4.                  | «Стало»                | 3:49         |
| 5.                  | «Фа-фа (Это мама)»     | 9:36         |
| 6.                  | «Голова-нога»          | 4:37         |
| 7.                  | «Зимы не будет»        | 4:47         |
| 8.                  | «Осколки»              | 7:11         |
| 9.                  | «Самолёт»              | 8:14         |
| 10.                 | «О погоде»             | 5:54         |
| Общая длительность: | Общая длительность:    | 63:39        |

- «Якоря» — песня была написана на берегу Финского залива. По словам Озерского эта песня имела особенную значимость для коллектива, поскольку до исполнения песни Федоров испытывал некую стеснительность в своей дикции: «в связи со своеобразием дикции и глубокой личной стеснительностью Леонида Валентиновича, буква „Р“ в творчестве группы почти не использовалась». Однако после вокального исполнения композиции, «где эта буква целенаправленно встречается практически в каждом слове», то «у группы начался новый этап», а Федоров перестал стесняться дефекта дикции[7].
- «Зима» — песня впервые была записана на альбоме «АукцЫона» Бодун.
- «Заведующий (Копорье)» — песня была исполнена на альбоме Фёдорова Четыресполовинойтонны.
- «Стало» — несмотря на простую лирику песни она, по словам Федорова, на альбоме звучит по-другому, нежели на пластинке «Зимы не будет»; и несмотря на одинаковые слова «смысл — совершенно разный: ситуация меняет настроение». По его словам благодаря богатству русского языка «из банальных слов можно сотворить потрясающие по эмоциональному воздействию понятия».
- «Фа-фа (Это мама)» — песня, благодаря которой и записался альбом. В первоначальном варианте должна была идти около 30 минут, но из-за живой записи хронометраж версии на Это мама составил около 10 минут. Несмотря на это, песня так и осталась самой длинной записью на диске. Впервые композиция была записана в 1990-м году на «аукцЫоновском» альбоме Бодун, где её длина составляла около 7 минут. В песню также вошло стихотворение «Это мама». Само стихотворение впоследствии было переименовано в «Профукал» было озвучено на первой («Профукал») и восьмой («Возле меня») композициях альбома Девушки поют 2007 года.
- «Голова-нога» — композиция впервые была записана на сольных альбомах Леонида Фёдорова Зимы не будет и Анабэна, где она была записана в двух вариантах. Сама песня была написана под впечатлением от творчества Сэмюэля Беккета и она описывала по словам Озерского «продвижение инвалида»[8].
- «Зимы не будет» — по словам Федорова песня была написана специально для постановки, однако после написания постановщик отказался от использования, и в конечном итоге композиция вошла в одноименный альбом. Режиссёром Дмитрием Фроловым на неё был снят видеоклип [9]. Впоследствии песня прозвучала в нескольких фильмах[10][11].
- «Осколки» — впервые песня была записана на альбоме Как я стал предателем; перед которой на некоторых версиях пластинки шёл небольшой пролог под названием «Выводят», посвящённая выводу войск из Афганистана, и которая была наспех придумана в кафе Фёдоровым и Озерским. По словам Гаркуши первоначально лирику «Осколков» (как и песни «Волчица») написал он, но после того как текст прошёл через Федорова и Озерского, то те «из них все слова убрали, оставив в каждом стихе по одной моей ключевой фразе (а все остальные слова там теперь не мои). Мои строки — это „он идет к своей волчице“ и „осколки девичьих сердец хрустят у меня под ногами“»[12].
- «Самолёт» — песня впервые была записана на альбоме «АукцЫона» Жопа. Заглавная строчка «Остановите самолет, я слезу» в песне была взята Олегом Гаркушей из одноименной повести Эфраима Севелы, однако сам Гаркуша не считает это плагиатом, а комментирует: «просто мне понравилась фраза»[13]. Интересно, что по заверению Гаркуши песня возможно была написана в самолете «когда трясло в воздушных ямах»[13]. Сама мелодия песни появилась позже, Фёдоров прокомментировал процесс сочинения музыки: «был текст, на который непонятно каким макаром попала мелодия»[13]. Одна из запинок вокалиста Леонида Фёдорова случилась в середине третьей минуты песни.
- «О погоде» — композиция стала второй новой вещью на альбоме, которая до этого не использовалась Фёдоровым на сольных альбомах.

## Участники записи
- Леонид Фёдоров — вокал, гитара
- Дмитрий Озерский — синтезатор, труба
- Николай Рубанов — бас-кларнет, бас-саксофон, сопрано-саксофон
- Олег Гаркуша — вокал, перкуссия
- Виктор Бондарик — бас-гитара
- Борис Шавейников — барабаны, литавры
- Михаил Коловский — туба
- Павел Литвинов — перкуссия

## Оформление альбома
Дизайном альбома занималась студия Mystery Art под руководством Андрея Батура, рисунки для оформления рисовал Артур Молев. На лицевой обложке альбома была использована детская фотография Олега Гаркуши, о чём он был заверен заранее. Также в состав обложки входил буклет с автографами участников группы, а текст на вкладыше был написан Леонидом Фёдоровым.

Картинки рисовал Артур Молев, текст писал Леня Фёдоров… Потом ещё какая-то контора делала дизайн.
— Дмитрий Озёрский